# فهرست ابزارهای مورد استفاده در جراحی عمومی
فهرست ابزارهای مورد استفاده در جراحی عمومی
| نام ابزار      | تصویر | کاربرد                                                                               | انواع                                                                                                 |
| -------------- | ----- | ------------------------------------------------------------------------------------ | --- |
| استخوان‌بر      |       | توانایی زیادی جهت قطع استخوان‌های برابر با دهانه وسیله دارد.                          | |
| رترکتورها      |       | جهت فراهم آوردن دید مناسب برای جراح در حین کار بر روی بافت                           | رترکتور سن رترکتور دیور رترکتور فارابوف رترکتور فیناچیتو رترکتور شکمی رترکتور چنگالی رترکتور والو نرم |
| رانژور         |       | به منظور کندن قطعه‌ای از استخوان مورد استفاده قرار می‌گیرد.                            | |
| قیچی میو       |       | برای بریدن بافت فاسیا                                                                | |
| قیچی بانداژ    |       | جهت بریدن بانداژ بیمار قبل از عمل و نیز باز کردن بسته‌های پلاستیکی                    | |
| پنست           |       | کمک به فرایند بخیه و کشش بافت‌های سطحی                                                | مدل با دهانه و مدل فاقد دندانه با اصطلاح پنست با وپنست بی                                             |
| کلمپ فورستر    |       | برای گرفتن گازهای استریل جهت پرپ (شستشو) بیمار                                       | |
| کلمپ           |       | جهت نگهداری بافت یا فیکس کردن آن بکار گرفته می‌شود.                                   | کلمپ فورستر هموستات کلمپ دی‌باکی کلمپ بندناف                                                           |
| کورت           |       | جهت برداشتن نمونه یا ضایعه نابجا                                                     | |
| گشادکننده      |       | جهت اتساع دریچه‌ها و مجاری بدن و همچنین رفع انسداد و جلوگیری از ایجاد آمبولی          | بوژی سرویکس سوند پیشابراه گشادکننده رحمی گودل(Van buren) گشادکننده نای گشادکننده عروقی بک             |
| درماتوم        |       | جهت ایجاد نمونه جهت گرافت پوستی                                                      | |
| فورسپس بافت    |       |                                                                                      | هموستات فورسپس زایمانی کلمپ بابکوک کلمپ آلیس سوزن گیر شان‌گیر پنست کلمپ کوخر                           |
| کلمپ کوخر      |       | چنگ زننده‌ای قوی جهت نگه داشتن فاسیا                                                  | |
| هموستات        |       | جهت بندایش خون                                                                       | هموستات کوخر • هموستات کلی • هموستات پن                                                               |
| قیچی نخ        |       | برای بریدن نخهای بخیه که دارای نوک بلانت است تا از آسیب بافت‌های مجاور جلوگیری نماید. | |
| دسته بیستوری   |       |                                                                                      | |
| شان‌گیر         |       | جهت نگه داشتن شان‌های جراحی در حین عمل و جلوگیری از جابجایی آن‌ها                      | |
| رترکتور دیور   |       | رترکتور قوی جهت کنار زدن احشای شکمی                                                  | |
| استئوتوم       |       | جهت تراش استخوان و زائده‌های استخوانی                                                 | |
| رایت انگل      |       | جهت جلوگیری از خون‌ریزی و انسداد عروقی که که امکان استفاده از کلمپ وجود ندارد.        | |
| اسپکولوم       |       | جهت فراهم آوردن دید بهتر ناحیه واژن در خانم‌ها برای انجام معاینات پزشکی               | |
| اسپکولوم مقعدی |       | جهت مشاهده رکتوم                                                                     | |
| اسپکولوم ویت   |       | جهت کنار زدن دیواره پشتی واژن بکار می‌رود.                                            | |
| اسپکولوم گراوز |       | به منظور کنار زدن دیواره واژن بکار می‌رود.                                            | |
| سرساکشن فرازیر |       | برای جمع‌آوری مقادیر کم از مایعات تجمع یافته                                          | |
| چیتل فورسپس    |       | جهت برداشتن گاز استریل از درون بیکس و انتقال آن به ست استریل                         | |
| بیکس           |       | جهت نگهداری گازهای استریل                                                            | |
| تیغ بیستوری    |       | جهت ایجاد انسزیون                                                                    | |